# میولیا
میولیا (به ایتالیایی: Mioglia) یک کومونه در ایتالیا است که در استان ساونا واقع شده‌است.

## خصوصیات
میولیا ۲۰٫۰ کیلومترمربع مساحت و ۵۳۶ نفر جمعیت دارد.